# Saint-Baudel
Saint-Baudel is een gemeente in het Franse departement Cher (regio Centre-Val de Loire) en telt 248 inwoners (1999). De plaats maakt deel uit van het arrondissement Saint-Amand-Montrond.

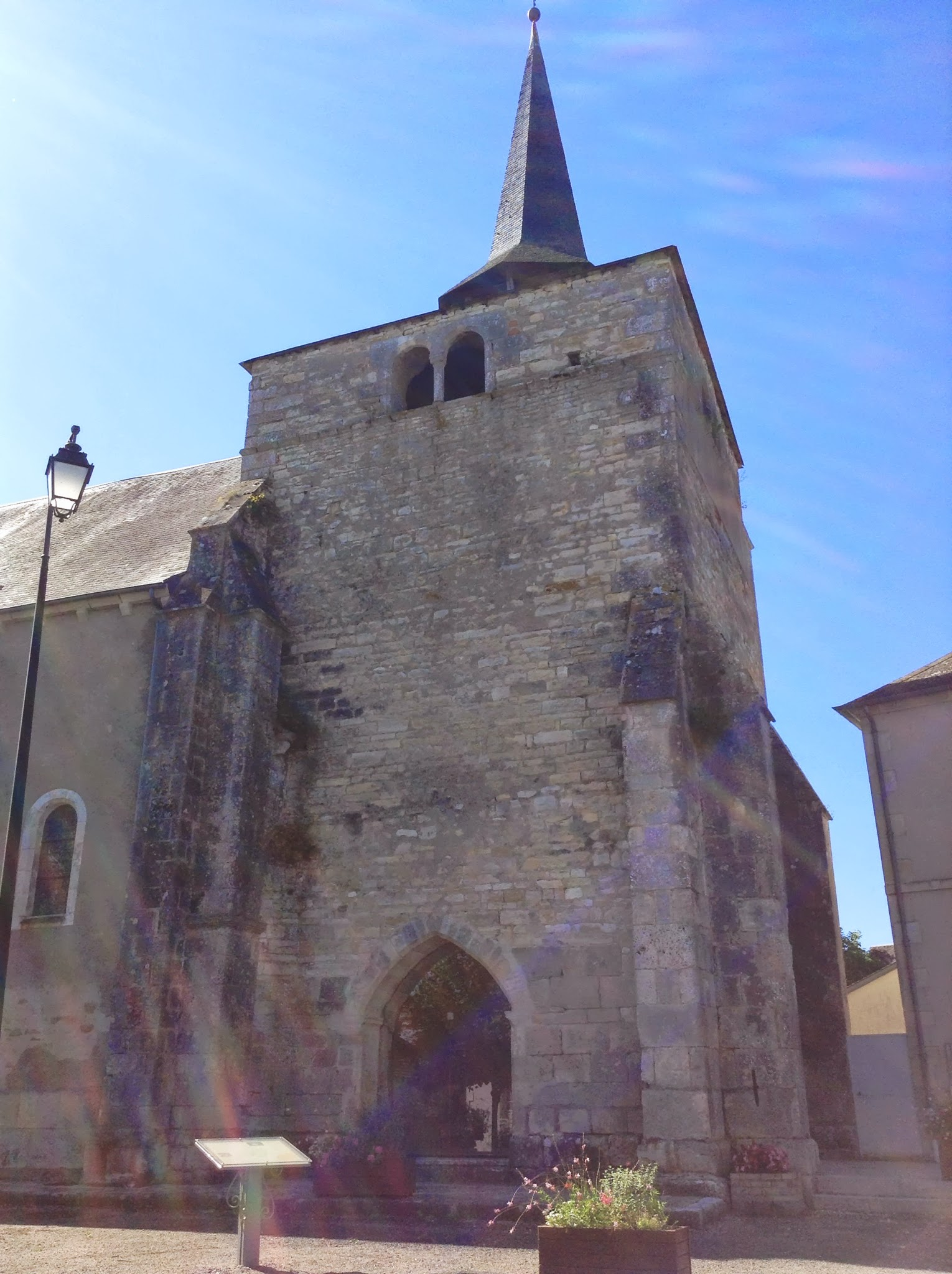
Kerk van Saint-Baudel

## Geografie
De oppervlakte van Saint-Baudel bedraagt 29,2 km², de bevolkingsdichtheid is 8,5 inwoners per km².
De onderstaande kaart toont de ligging van Saint-Baudel met de belangrijkste infrastructuur en aangrenzende gemeenten.

## Demografie
Onderstaande figuur toont het verloop van het inwonertal (bron: INSEE-tellingen).